# Schussen
Die Schussen ist ein gut 59 Kilometer langer Zufluss des Bodensees und damit ein rechter und nördlicher Nebenfluss des Rheins im südlichen Teil Baden-Württembergs in Deutschland.

## Geographie

### Verlauf

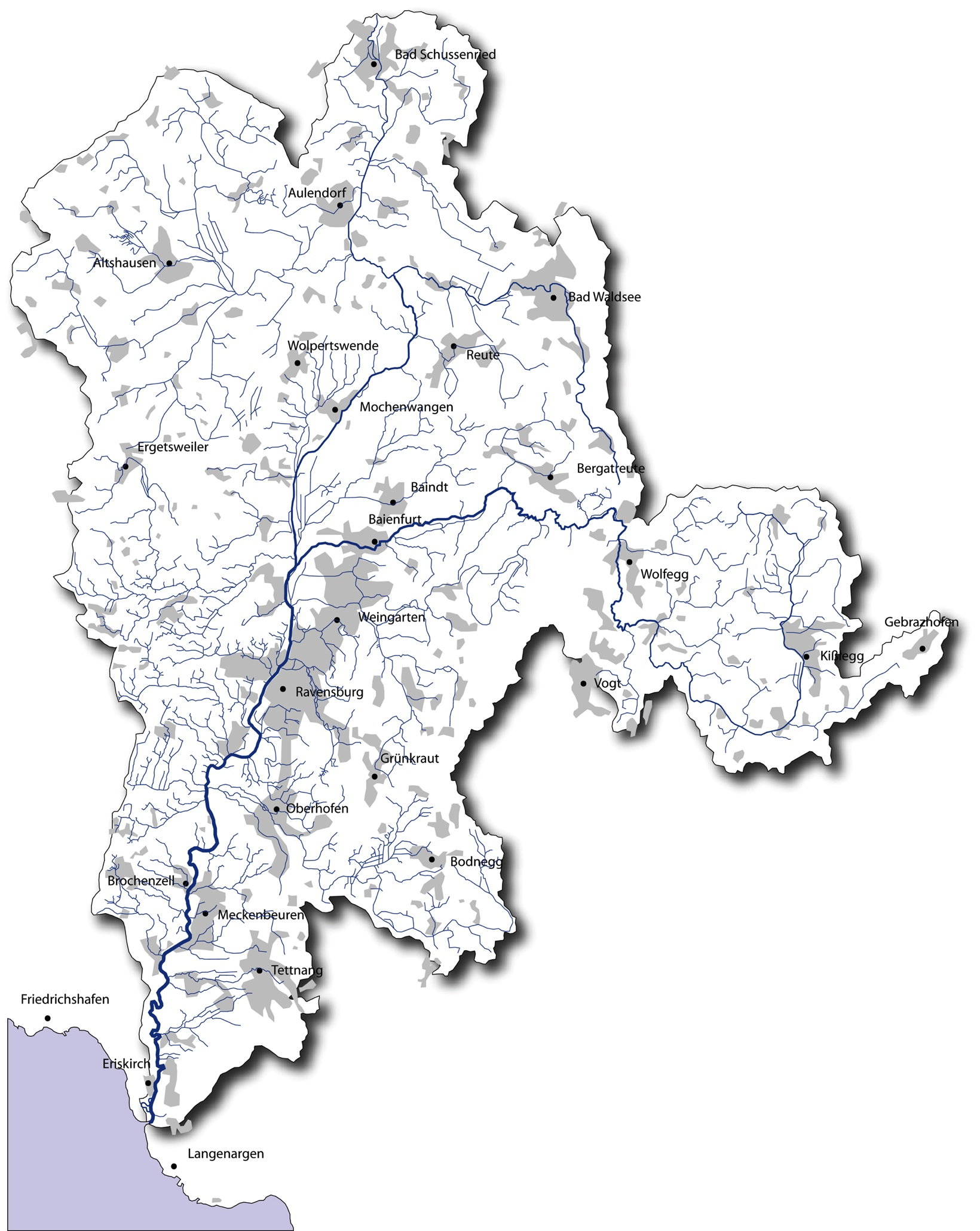
Einzugsgebiet und Verlauf der Schussen

Von ihrer aus einem unterirdischen Abfluss des Federsees gespeisten Quelle, rund eineinhalb Kilometer nördlich des oberschwäbischen Bad Schussenried, wo die Europäische Hauptwasserscheide zwischen Rhein und Donau verläuft, fließt die Schussen überwiegend südwärts bis zu ihrer Mündung in den Bodensee.
Die Gegend um die Schussenquelle wurde bereits in vorgeschichtlicher Zeit besiedelt. 1867 deckte dort Oscar von Fraas einen paläolithischen Lagerplatz auf.
In ihrem Oberlauf im Landkreis Biberach ist die Schussen der einzige nach Süden in Richtung Bodensee fließende Fluss, die Nachbarflüsse streben in Richtung Norden zur Donau.
Südlich von Aulendorf passiert sie ein enges Tal im Nordteil des Altdorfer Walds, den Schussentobel bei Durlesbach, aus dem sie bei Mochenwangen in das weite Schussenbecken tritt. Dieses wurde nicht vom Fluss geschaffen, sondern ist eiszeitlichen Ursprungs. Dort fließt die Schussen an den Städten Weingarten, Ravensburg und den Orten Meckenbeuren und Kehlen vorbei, bevor sie rund 1,5 Kilometer südlich von Eriskirch im Gebiet des Eriskircher Rieds in den Bodensee mündet.

### Einzugsgebiet
Die Schussen entwässert ein Gebiet von rund 815 Quadratkilometern. Es erstreckt sich in etwa von Bad Schussenried im Norden über Bad Waldsee, Bergatreute, Wolfegg und Immenried bis nach Gebrazhofen im Osten, von Vogt, Bodnegg und Tettnang bis zur Mündung im Süden, sowie von Friedrichshafen, Oberteuringen, Fronhofen und Altshausen bis vor Bad Saulgau im Westen.

### Gefälle

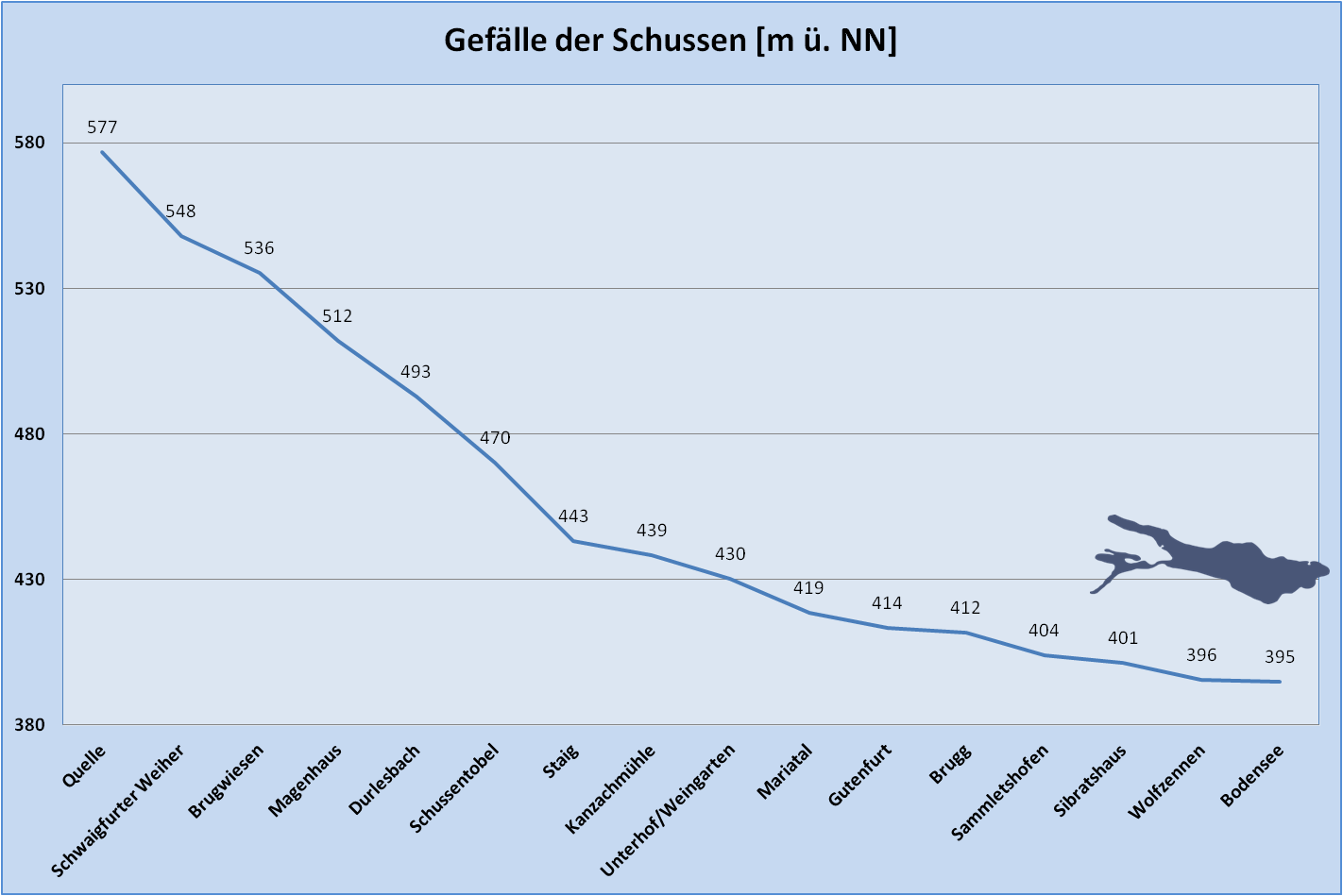
Diagramm 'Gefälle'

Auf ihrer Länge von rund 59 Kilometern verliert die Schussen 182 Meter an Höhe; das entspricht einem durchschnittlichen Gefälle von 3,1 ‰. Die stärksten Gefällabschnitte durchfließt sie südlich von Bad Schussenried mit maximal 7,8 ‰ und im Schussentobel. Hier durchbricht die Schussen die Moränenwälle des Singener Stadiums und fällt auf einer Länge von rund neun Kilometern um etwa 85 Meter (= 8 ‰). In Kehlen-Gerbertshaus (401,58 m ü. NN) liegt die Schussen noch sechs Meter über dem Niveau des Bodensees, zuletzt sinkt das Gefälle also auf 0,07 ‰.

### Zuflüsse
Der wasserreichste Zufluss der Schussen ist die Wolfegger Ach. Sie mündet zwischen den Baienfurter Ortsteilen Binningen und Niederbiegen. Von der Quelle zur Mündung nimmt die Schussen neben anderen hier nicht aufgeführten, teils sogar unbenannten Bächen und Gräben folgende Zuflüsse auf:
- Krebsgraben (l), im Schwaigfurter Weiher, 10,1 km und 12,9 km²
- Haslacher Bach (l), nördlich von Aulendorf, 14,8 km und 8,0 km²
- Aulendorfer Bach, am Unterlauf Mühlbach (r), in Aulendorf, 5,7 km und 5,2 km²
- Booser Ach (r), südlich von Aulendorf, 20,4 km und 143,8 km²
- Steinach (l), bei Wallenreute; von Bad Waldsee kommend, ⌀ 0,35 m³/s, 19,3 km und 52,3 km²
- Durlesbach (l), bei Durlesbach, 7,5 km und 13,7 km²
- Krummensbach (r), bei Staig, 6,8 km und 20,2 km²
- Baienbach (r), bei Staig, 4,8 km und 6,8 km²
- Krummbach (r), östlich von Weiler, 5,8 km und 8,9 km²
- Bampfen (r), östlich von Ettishofen, 10,9 km und 31,9 km²
- Ettishofer Ach (r), östlich von Berg, 13,8 km und 38,5 km²
- Wolfegger Ach (l), westlich von Binningen; vom Westrand des Allgäus, ⌀ 3,4 m³/s, 49,7 km und 166,9 km²
- Scherzach (l), westlich von Weingarten; von Schlier kommend, ⌀ 0,43 m³/s, 13,2 km und 44,3 km²
- Flappach oder Stadtbach (l), in Ravensburg, 6,9 km und 9,1 km²
- Schwalbenbach (r), westlich der Ravensburger Stadtmitte, 5,9 km und 6,0 km²
- Furtwiesenbach (l), bei Weiherstobel, 2,8 km und 2,2 km²
- Gillenbach oder Güllenbach (r), bei Oberzell, 8,8 km und 11,6 km²
- Schwarzach (l), bei Eschach; von Bodnegg kommend, ⌀ 0,51 m³/s, 25,2 km und 52,4 km²
- Mühlbach oder Mühlbächle (r), aus dem Weißenauer Wald, 4,0 km und 4,7 km²
- Guntenbach (r), bei Brochenzell aus dem Brochenzeller Wald kommend, 3,3 km und ca. 3,4 km²
- Meckenbeurer Bach (l), am Ortsende von Meckenbeuren, 4,4 km und 8,5 km²
- Ramsbach (l), bei Siglishofen, 4,5 km und ca. 6,3 km²
- Tegelbach (r), bei Lochbrücke, 6,6 km und 6,7 km²
- Tobelbach (l), bei Sibratshaus, 3,7 km und ca. 6,3 km²
- Breitenrainbach (l), bei Wolfzennen, 7,8 km und 16,0 km²

## Name
Der Name des Flusses stammt vom germanischen Wort für „schnell fließendes Wasser“ bzw. „Schuss“ (skutu-, einer Nebenform von skuta-, skuti-).

## Pegel
Das Regierungspräsidium Tübingen betreibt an der Schussen drei Pegelstationen. Bereitgestellt werden die Messdaten von der Hochwasser-Vorhersage-Zentrale Baden-Württemberg und der Landesanstalt für Umwelt, Messungen und Naturschutz Baden-Württemberg (LUBW).

### Durlesbach
In Durlesbach, Wohnplatz des Bad Waldseer Ortsteils Reute, befindet sich bei Flusskilometer 42,87 der Pegel Durlesbach/Schussen. Die Pegelnullpunkthöhe liegt bei 492,87 m ü. NN.
Statistische Werte
- Niedrigster Wasserstand (Abfluss) der Jahre 1985–2003 am 27. Juli 1985: 0,25 m / 0,24 m³ pro Sekunde
- Mittelwert niedrigster Wasserstände (Abflüsse) der Jahre 1985–2003: 0,48 m / 0,94 m³ pro Sekunde
- Mittelwert Wasserstand (Abfluss) der Jahre 1985–2003: 0,66 m / 3,11 m³ pro Sekunde
- Historischer Höchststand, Hochwasser am 2. Juni 2024: 2,07 m

### Ravensburg
In Ravensburg befindet sich bei Flusskilometer 24,96 der Pegel Ravensburg/Schussen. Die Pegelnullpunkthöhe liegt bei 424,78 m ü. NN.
Statistische Werte
- Niedrigster Wasserstand (Abfluss) der Jahre 1981–2003 am 16. August 1998: 0,23 m / 1,28 m³ pro Sekunde
- Mittelwert niedrigster Wasserstände (Abflüsse) der Jahre 1981–2003: 0,32 m / 2,72 m³ pro Sekunde
- Mittelwert Wasserstand (Abfluss) der Jahre 1981–2003: 0,53 m / 8,99 m³ pro Sekunde
- Historischer Höchststand, Hochwasser am 1. Juni 2024: 2,50 m

### Gerbertshaus
Bei Gerbertshaus, Teilort der Meckenbeurer Ortsteils Kehlen, befindet sich bei Flusskilometer 8,43 der Pegel Gerbertshaus/Schussen. Die Pegelnullpunkthöhe liegt hier bei 401,58 m ü. NN.
Statistische Werte
- Niedrigster Wasserstand (Abfluss) der Jahre 1981–2003 am 16. August 1998: 0,27 m / 1,99 m³ pro Sekunde
- Mittelwert niedrigster Wasserstände (Abflüsse) der Jahre 1981–2003: 0,34 m / 3,56 m³ pro Sekunde
- Mittelwert Wasserstand (Abfluss) der Jahre 1985–2003: 0,61 m / 11,81 m³ pro Sekunde
- Historischer Höchststand, Hochwasser am 1. Juni 2024: 4,86 m

## Brücken
Die Schussen wird in ihrem Lauf von Brücken unterschiedlichster Bauart überquert, darunter zwei historischen Holzbrücken in Eriskirch.

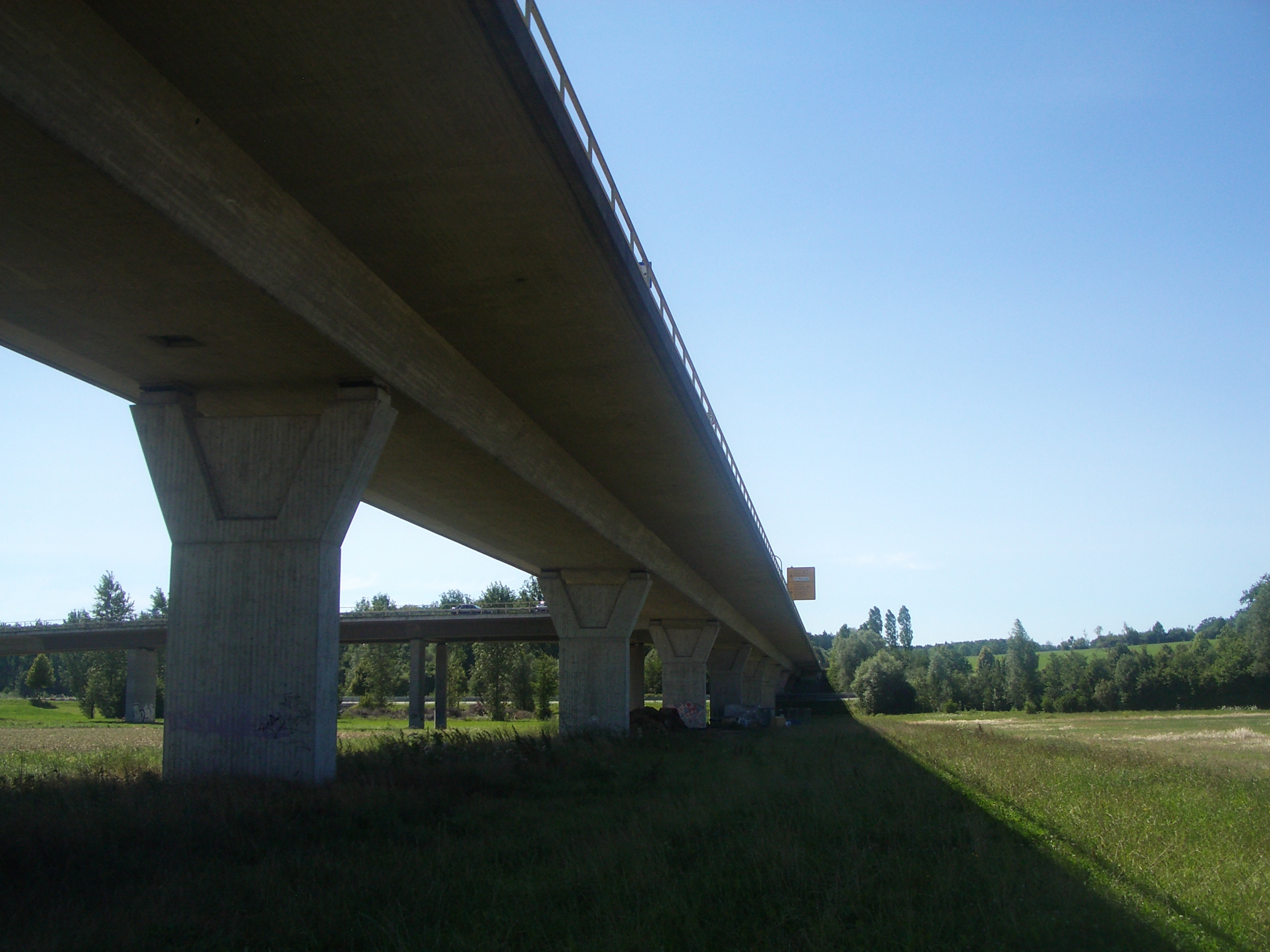
„Schussentalbrücke“ in Ravensburg
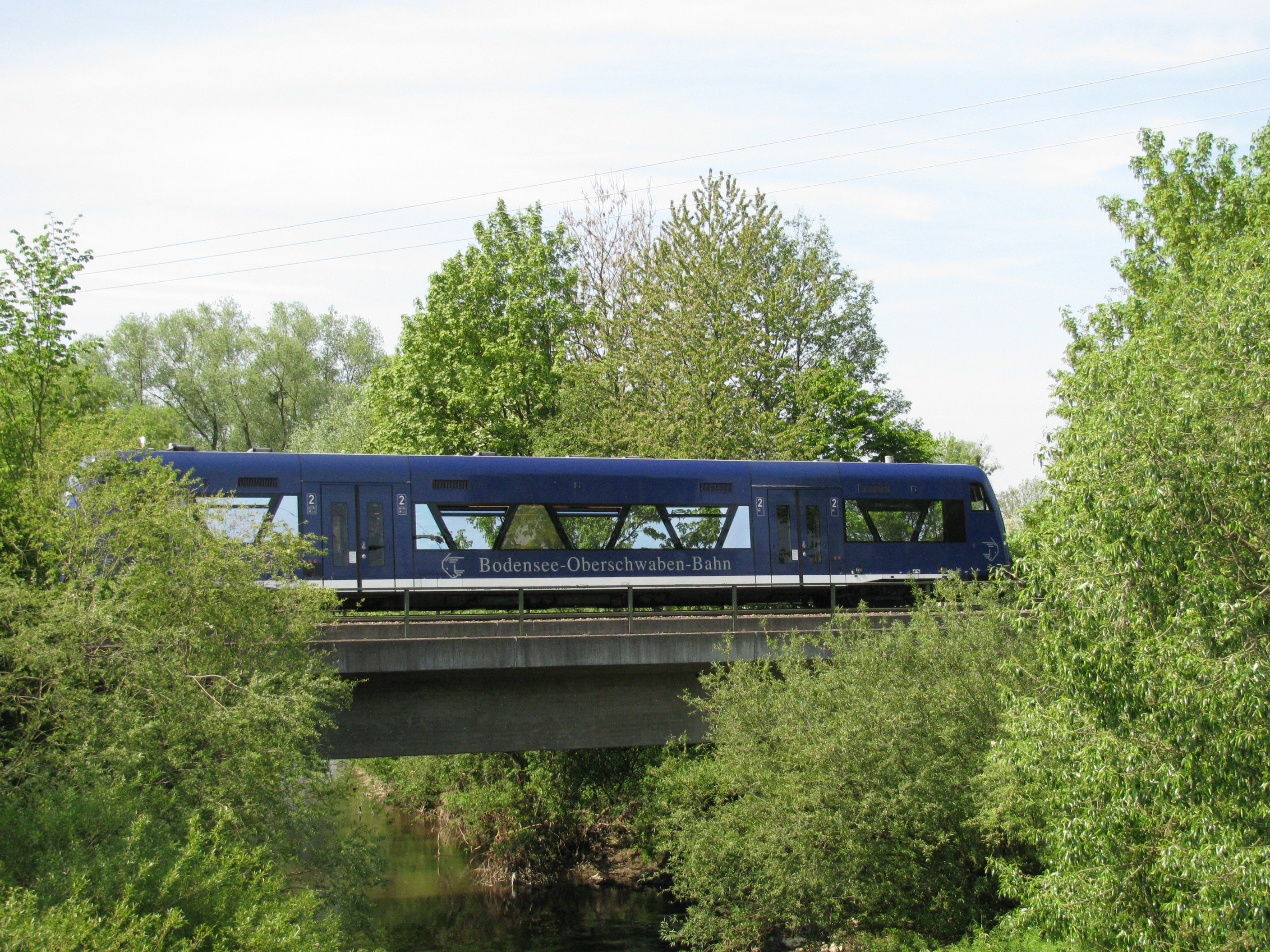
Triebwagen der BOB auf Brücke der Bahnstrecke Ulm–Friedrichshafen bei Kehlen
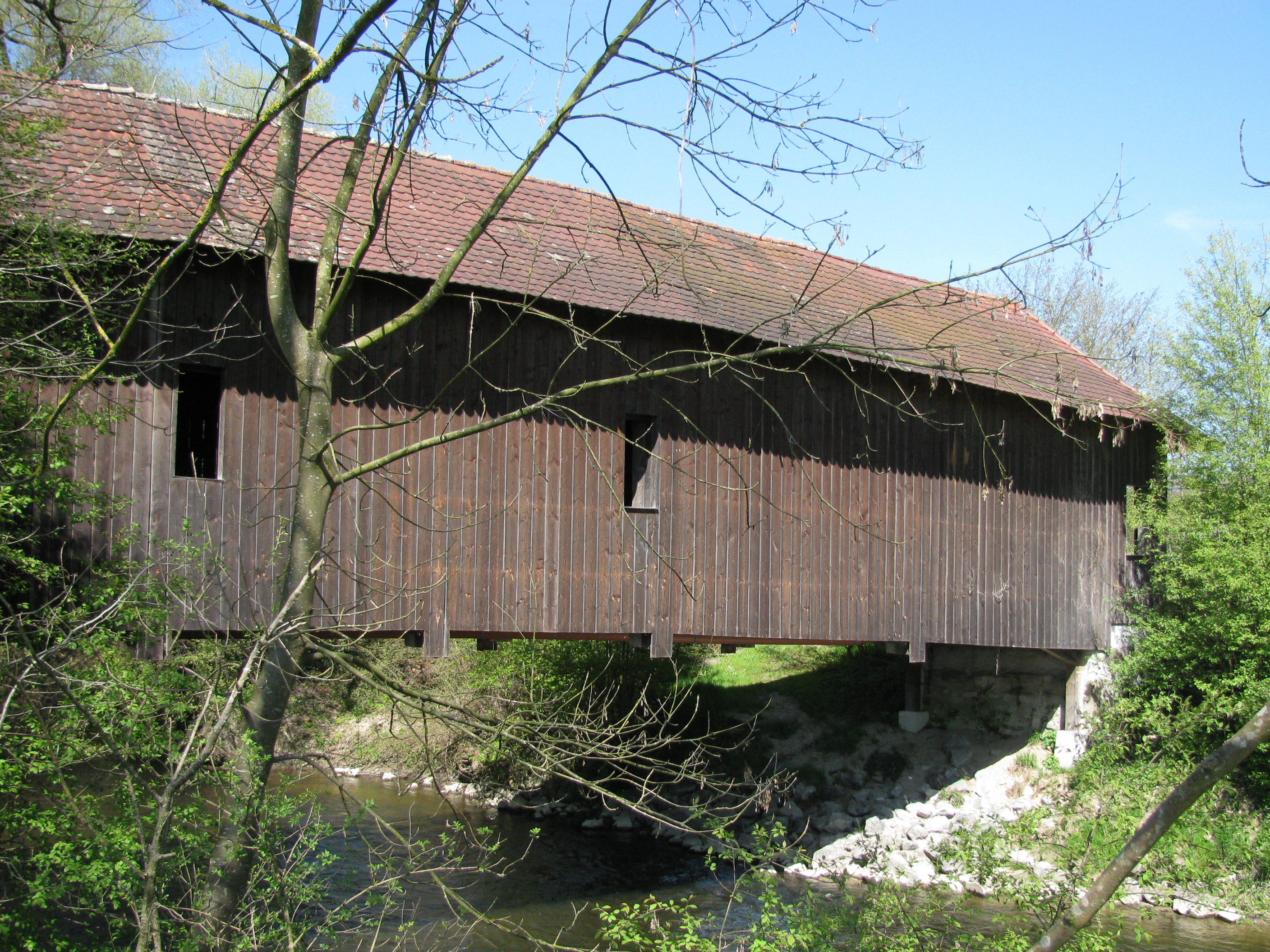
Holzbrücke in Eriskirch-Baumgarten (1824)
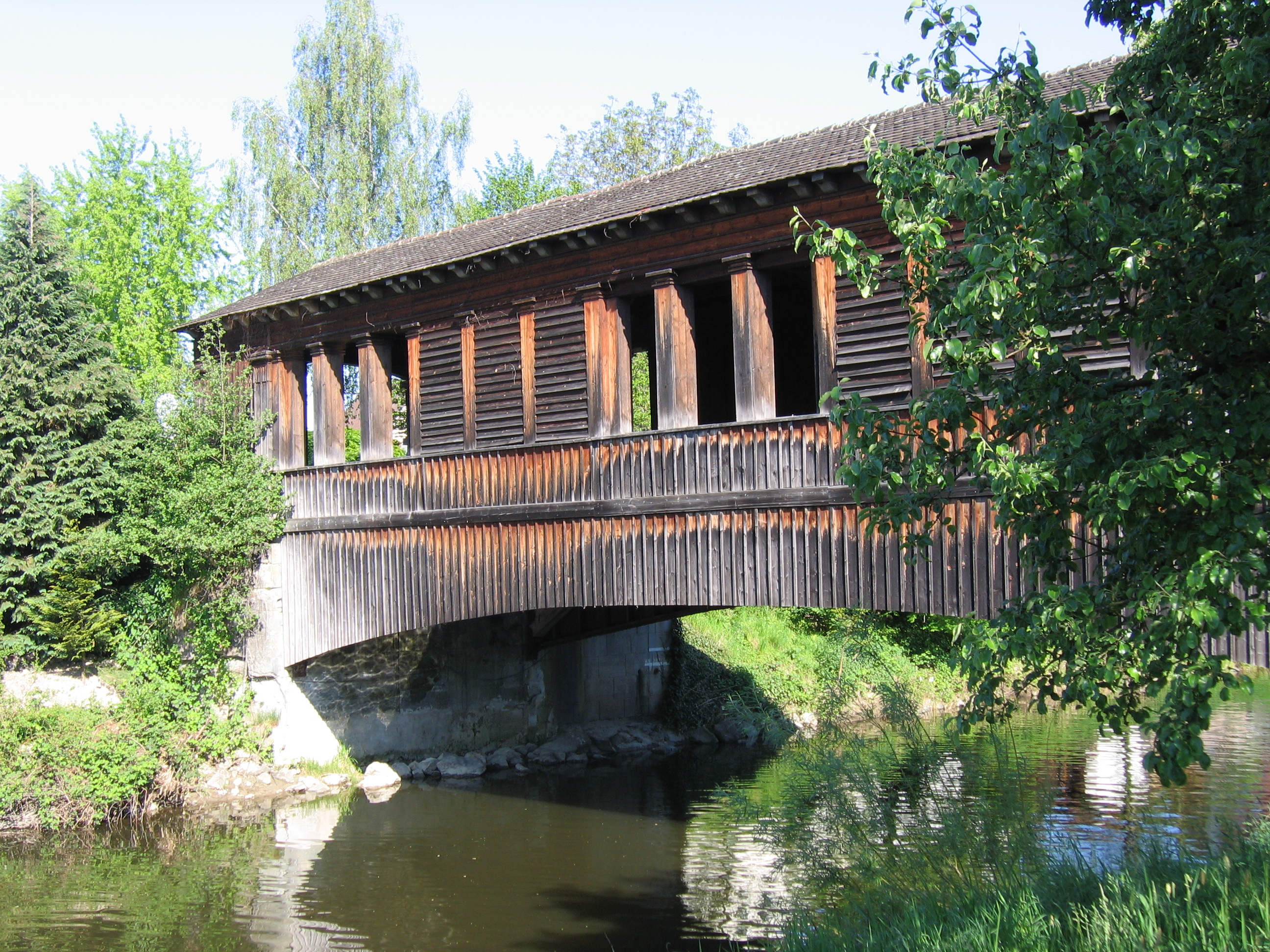
Holzbrücke in der Eriskircher Ortsmitte (1828)
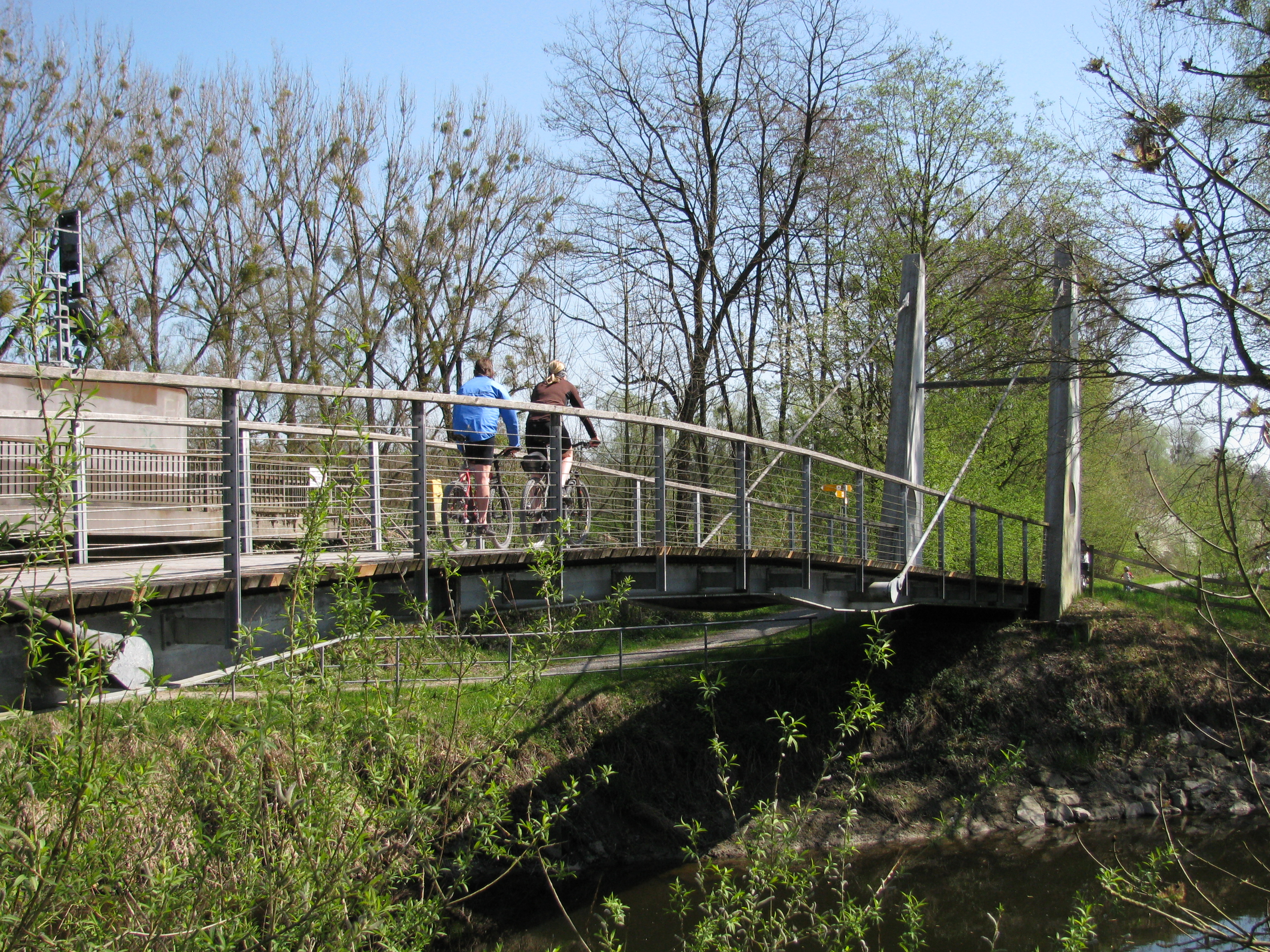
Hängesteg in Eriskirch